# Schizidium paragamiani
Schizidium paragamiani is een pissebed uit de familie Armadillidiidae. De wetenschappelijke naam van de soort is voor het eerst geldig gepubliceerd in 2005 door Helmut Schmalfuss.